# Eligos
 (décembre 2024).
Pour les articles homonymes, voir Abigor (homonymie).

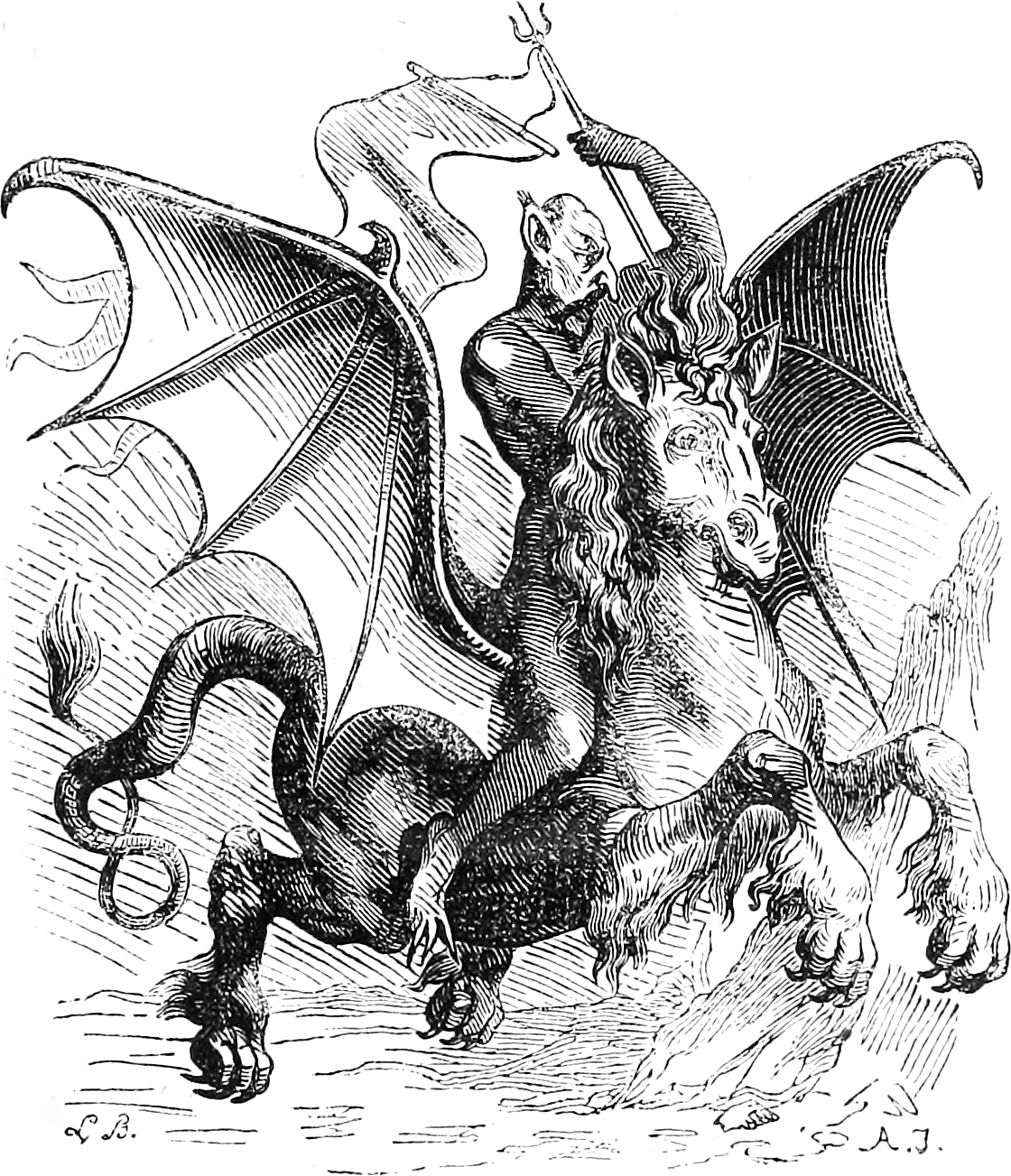
Gravure du Dictionnaire infernal (1863) représentant Abigor.

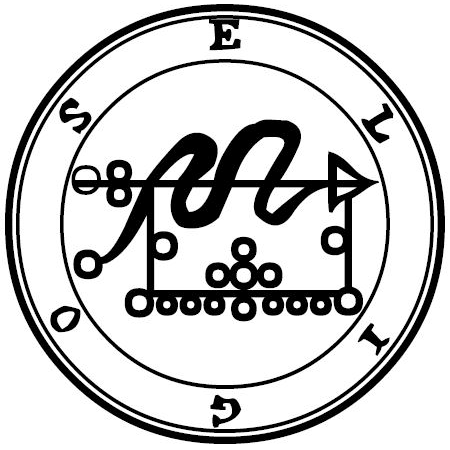
Le sceau de Eligos selon Mathers.

Eligos, Eligor ou Abigor est un démon issu des croyances de la goétie, science occulte de l'invocation d'entités démoniaques.
Le Lemegeton le mentionne en 15e position de sa liste de démons. Selon l'ouvrage, Eligos est un grand duc de la monarchie infernale. Il se montre sous la forme d'un beau cavalier, portant la lance, l'étendard et un serpent. Il connaît l'avenir et est un spécialiste des secrets de la guerre. Il enseigne comment les soldats devraient s'affronter. Il permet d'obtenir l'amour des seigneurs et des grands de ce monde. Il gouverne 60 légions infernales.
La Pseudomonarchia Daemonum le mentionne en 12e position de sa liste de démons et lui attribue des caractéristiques similaires.
Dans la culture populaire, il est l'un des personnages de la première saison de la série Ash vs. Evil Dead (2015).